# 单蕊草属
单蕊草属（学名：Cinna）是禾本科下的一个属，为单子叶植物。该属共有约3种，分布北温带。